# Dark Kingdom
A Dark Kingdom (ダークキングダム) ("A Sötétség Birodalma") a sötétség erőinek otthona a Sailor Moon első szériájában. Közvetlenül ők tehetőek felelőssé a Hold Királyságának múltbeli lerohanásáért és elpusztításáért. A huszadik század végén azonban mindazok, akik az ördögi Metallia királynőt szolgálták évezredekkel ezelőtt, reinkarnálódtak. Beryl királynő vezetésével energiagyűjtésbe fogtak azért, hogy úrnőjüket, Metaliát felébresszék hosszú ideje tartó álmából, és vezetésével leigázzák a Földet.
Négy Sitennó (parancsnok) vezetésével indulnak el a Földre küldetésüket teljesíteni. A Sitennók szörnyeket (juma) idéznek meg, akik segítenek az energia elszívásában. Mindeközben keresik a Holdhercegnő reinkarnációját és a káprázatos hatalommal rendelkező Ezüstkristályt.

## Kulcsszereplők

### Metalia
Metalia királynő (クイン・メタリア) egy gonosz, testetlen energialény, amely a Nap radioaktivitásának hatására született. Ő a Sötétség Birodalmának mesterelméje, a vezető, a Sailor Moon-sorozat végső ellenségének, a Káosznak egyik megnyilvánulása.
A mangában és a mangahű animeadaptációban Metalia akkor lépett fel először, amikor Serenity hercegnő a Hold királyságából és Endymion herceg a Földről házasságukat tervezgették. Maga mellé állította azokat az embereket, akik ellenezték a frigyet, valamint olyanokat, mint Beryl királynő, aki szerelmes volt Endymionba. A háború után Metaliát az Északi-sarkon ejtették csapdába, ahol mély álomba kényszerült. A huszadik században Metalia újjászületésre kényszerítette Berylt, hogy szerezzen neki energiát, és keresse meg az Ezüstkristályt. Miután Endymiont az ellenség elfogta, Metalia az ő erejét használva agymosást hajt végre rajta, és saját szolgálatába állítja. Sailor Moon kénytelen megölni Endymiont, és ekkor már valódi, testetlen entitás formájában mutatkozik meg Sailor Moon előtt, aki végez is vele, gyenge pontjának megtalálása után.
Az 1992-es animében kicsit másként ábrázolják. Itt önmagától is elég erős lesz, hogy beköltözzön a haldokló Beryl testébe, létrehozva így egy szupererős lényt, Super Berylt.
Az élőszereplős sorozatban is felbukkan, bár nincs kifejezett személyisége, mint az előző két változatban, Beryl úgy gondolja, hogy az Ezüstkristály segítségével irányítani tudja őt, nem is sejtve, hogy csak még erősebbé teszi majd. Később egy szörny testébe költözik, de Endymion megpróbálja őt megállítani, s a saját testébe fogadja Metaliát. Ennek szörnyű következményei lesznek: a lény uralkodni kezd felette, és az Ezüstkristályt akarja megkaparintani Sailor Moon-tól. Végül azonban a kő ereje lesz az, mely végez vele.
Eredeti szinkronhangja Uemura Noriko volt, a Sailor Moon Crystalban pedig Joko Macuoka. A magyar változatban eleinte nem volt egyértelmű a neme, ezért előbb Antal László, majd később Hirling Judit szinkronizálta.

### Beryl
Beryl királynő (クイン・ベリル) a Sötétség Birodalmának úrnője, Metalia szolgája, különleges mágikus képességekkel rendelkezik. Képes arra, hogy másokat manipuláljon és a szolgálatába állítson, ahogy tette ezt a négy Sitennóval, majd Endymionnal. Nevét a berill ásvány után kapta.
A mangában és a mangahű animeadaptációban Beryl egy gyönyörű lány volt a Földön az Ezüst Millennium idején. Szerelmes volt Endymion hercegbe, de ez a szerelem viszonzatlan maradt. Bánatában és dühében csatlakozott Metaliához, aki ördögi képességekkel ruházta fel. Ő lett a Föld erőit mozgósító hadsereg vezetője, amely a védelmezőjük, a Hold királysága ellen támadt. Beryl megölte Endymiont, amikor az Serenity hercegnőt próbálta védeni, nem sokkal később azonban őt is utolérte a végzet, Sailor Venus hatalmas erejű varázskardja által. Serenity királynő utolsó erejével elzárta a gonosz erőket, és a királyság lakóit a jövőben való reinkarnációra készítette fel. Beryl reinkarnálódott a huszadik században, ám azt kellett látnia, hogy mestere, Metalia az Északi-sarkon van bebörtönözve. Magához gyűjtötte hát a sötétség erőit, és vezetésével nekilátott mestere újbóli eljövetelének előkészítéséhez. Még azt is sikerült elérnie, hogy az erőtlen, meggyötört, a halál szélén álló Endymion herceget átcsábítsa a saját oldalára. Végül ugyanaz a kard veszejti őt el, amely első alkalommal is, halálakor azonban úgy tűnik, megbánást tanúsít. Érdekesség, hogy a Sailor Moon Crystalban a kard nem őt döfi át, hanem az erejét hordozó medálját, így éri utol a végzet.
Az animében Beryl utasítja tábornokait, hogy keressék meg az Ezüstkristályt és szerezzenek energiát úrnője reinkarnálódásához. Később sikerül elraboltatnia Endymion herceget, akit agymosásnak vet alá, hogy végezzen szerelmével, a Holdhercegnővel. Szerelmének ereje azonban erősebb lesz, s végül halálra sebzi Berylt. Kétségbeesetten járul Metalia elé, aki egyesül vele, s Super Beryllé változik. Sailor Moon azonban, az Ezüstkristály és a holdharcosok együttes erejével, végez vele.
Eredeti japán hangja Han Keikó, a Sailor Moon Crystalban pedig Vatanabe Misza. Magyar hangja Szalay Mariann.

### A Sitennó
Négy tábornok (más fordítás szerint „négy mennyei uralkodó”), akik előző életükben eredetileg a Föld hercegét, Endymiont szolgálták (bár az 1992-es anime ezt nem fejti ki), de Metalia és Beryl a befolyása alá vonta őket. Emiatt a herceget elárulva részt vettek a Hold Királyság ostromában. Újjászületésük után Berylt szolgálták a Dark Kingdomban.
Mindannyian egy-egy ásványról kapták a nevüket.
Takeucsi Naoko egyik rajza nyomán a rajongók körében népszerű teória lett, hogy a régi Hold Királyság idején Serenity hercegnő és Endymion herceg mellett a holdharcosok és a négy tábornok között is szerelem szövődött. Egyes musicalek, játékadaptációk és a Sailor Moon Crystal sorozat ezt be is emelték ezt a történetükbe, bár egyikben sem teljesedhetett be.

#### Jadeite
Körülbelül 18 év körüli generális, feladata az volt, hogy a Távol-Keleten kutasson energia után. A mangában viszonylag csekély szereplés után eltűnt, miután Metalia ébredéséhez elég energiát szerzett. Az 1992-es animében egy becsvágyó, az embereket csoportosan megtámadó, gyakran álruhát viselő tábornok. Mivel több hibát is vétett, Beryl királynő örök álomra ítélte. 
Az élőszereplős sorozatban Beryl feltétlen híve. Feladata itt is energia gyűjtése az emberektől. A Dark Kingdom pusztulásakor Beryl feloldozza őt a kötelék alól, ő azonban kitart Beryl mellett, akivel együtt várja a halált. A földi világ helyreállítása után társaival együtt újra Endymion híve válik belőle, aki szükség esetén megidézheti őket.
Neve a jáde ásványból ered. A tábornokok és a holdharcosok szerelméről szóló teóriák Sailor Marssal párosítják.

#### Nephrite
Körülbelül 19 éves az észak-amerikai kutatásokért felelős generális. A négy generális közül ő az, aki a legnagyobb tudással rendelkezett, főként az asztrológia terén. A mangában eredetileg az Ezüstkristályt keresi, majd később Jadeite halálát akarja megbosszulni. Az 1992-es animében Jadeite helyét veszi át. Más módszerrel dolgozik, mint elődje: egy-egy emberre támad csak, jellemzően akkor, amikor annak az energiája kirobbanóan nagy. Egy régi templomban rendezi be főhadiszállását, ahonnét a csillagok állásából olvassa ki, ki legyen a következő áldozat. Riválisa, Zoisite azonban a helyére pályázik. Eredménytelensége miatt Beryl őt is halállal fenyegeti meg, ám egy akció során, amikor is Sailor Moon-t csapdába akarta csalni, barátnőjétől, Narutól, hatalmas mennyiségű energiát szerez. Ez egy időre megmenti őt. Később feltalálja a Feketekristályt, amely reményei szerint megmutatja, hol van az Ezüstkristály. Csalódnia kell, mert a kristály Naru iránta érzett szerelmét fogja be. Nephrite végül a saját élete árán menti meg Narut Zoisite támadásától. A négy generális közül ő az egyetlen, aki megbánást tanúsít halála előtt.
Az élőszereplős sorozatban a megjelenése jelentősen eltér a többi interpretációhoz képest: öltözete és haja vörös. Ebben az adaptációban Beryl kegyeit keresve rivalizál Jadeite-tal, majd később Kunzite-tal, de Beryl nem sokra becsüli. Feladata az Ezüstkristály megtalálása, de lobbanékony, meggondolatlan természete miatt az igyekezete gyakran a visszájára fordul. Egyedül a Dark Mercuryvá vált Ami mutat némi együttérzést iránta, miután Kunzite egy párbajban megalázta. Hálából később megakadályozza, hogy Kunzite megölje a megtisztult Sailor Mercuryt. Később Beryl rajta demonstrálja a holdharcosok előtt, hogy mekkora a befolyása a négy tábornok felett: Nephrite-et arra kényszeríti, hogy akarata ellenére leszúrja magát a kardjával. Valójában azonban nem hal meg, hanem egyszerű ember válik belőle. Eleinte nehezen találja a helyét a hétköznapi földi életben, itt is problémái akadnak a frusztráltsága és heves természete miatt, de Motoki munkatársként maga mellé veszi. Amival ezúttal civil emberként találkoznak, és szerelem éled benne a lány iránt, ami azonban a Princess Sailor Moon által előidézett pusztulás miatt nem teljesedhet be. A földi világ helyreállítása után visszakerül a többi tábornok mellé, akiket Endymion (Mamoru) szükség esetén megidézhet.
A tábornokok és a holdharcosok szerelméről szóló teóriák Sailor Jupiterrel párosítják.

#### Zoisite
Fiatal, 16-17 év körüli, gyakran meggondolatlanul cselekvő generális, akit Európa átkutatásával bíztak meg. A mangában hasonlóképpen kerül képbe, mint elődei: Nephrite halálát akarja megbosszulni, de jó kapcsolatot ápol a negyedik generálissal, Kunzite-tal. Az Ezüstkristály keresése során beveti a sajtót is, és egy harcban majdnem legyőzi a holdharcosokat, de Sailor Venus végül végez vele. Az 1992-es animében ő Nephrite legfőbb riválisa, aki csak az alkalomra vár, hogy mikor léphet a helyébe. Csellel eléri, hogy Nephrite odavesszen egy küzdelemben. Miután Metalia életre kelt, Beryl megbízza Zoisite-ot, hogy keresse meg a szivárványkristályokat, melyekből összeállítható az Ezüstkristály. Ezek a darabok hét kiválasztott emberben vannak elrejtve, akik szörnnyé változnak, miután elvették tőlük az adott darabot. Bár jól dolgozik, súlyosan megsebesíti Endymion herceget, amikor annak kiléte napvilágra kerül. Ezért Beryl királynő halálra sebzi őt. Zoisite és Kunzite között az animében homoszexuális kapcsolat jön létre, amelyet az egyes szinkronváltozatokban különféleképpen igyekeztek feloldani. Magyarországon például testvérekként állították be őket.
Az élőszereplős sorozatban eltér a külseje a többi interpretációhoz képest: haja és öltözete fehér. Feladata a Hold hercegnőjének megtalálása. Gyakran zongorázik, szokása zene segítségével varázsolni. Miután visszatérnek az emlékei az előző életéről, az lesz a célja, hogy újra Endymion herceget szolgálhassa. Ennek érdekében Sailor Venusszal egyfajta érdekszövetség alakul ki köztük, mivel mindketten a herceg és a hercegnő szerelmében látják a pusztulás veszélyét. Miután Beryl rájön, hogy Zoisite már nem őt akarja szolgálni, egy szörnnyel megöleti. Miután a földi világ helyreáll, visszakerül a társai közé, akikkel együtt Endymion (Mamoru) szükség esetén megidézheti.
A tábornokok és a holdharcosok szerelméről szóló teóriák Sailor Mercuryval párosítják.

#### Kunzite
Az utolsó és legerősebb a négy tábornok közül. 25-27 év közötti, a Közel-Kelet átkutatásáért felelt eredetileg. Rendelkezik egy karddal is, amit nem rest használni. A mangában eleinte Zoisite mellett láthatjuk kisegítő szerepben, majd egyedüliként maradva Beryl fő generálisa lesz. Amikor Endymion és Serenity hercegnő újra megjelennek, elbizonytalanodik – bevillannak neki azok az emlékképek, amikor előző életében Endymion hű generálisa volt. Beryl azonban varázserővel megszállja őt, s így az ő védelmében esik el, bár őszintén megbánja bűneit. Az 1992-es animében amellett, hogy Zoisite segítőtársa, még homoszexuális kapcsolat is fennáll közöttük (illetve testvérekként ábrázolják őket a szinkronos változatban). Zoisite halála miatt teljesen összetörik, de nem az őt megölő Berylre dühös, hanem Sailor Moonra és Endymionra. A harcosokkal szemben agresszívan és kíméletlenül lép fel, de a Sötétség Birodalmát újonnan szolgáló Endymionra is ferde szemmel néz. Amikor a holdharcosok megpróbálnak bejutni az Északi-sarkon fekvő bázisukra, szembeszáll velük, és csak nagy nehézségek árán tudnak vele végezni. Ő az egyetlen tábornok az animében, akivel a holdharcosok végeznek.
Az élőszereplős sorozat kezdetén Shin néven egyszerű földi emberként éli az életét, míg Beryl fel nem ébreszti őt Kunzite-ként, hogy csatlakozzon a Dark Kingdomhoz. Más interpretációkhoz hasonlóan hosszú haja van, de itt a haja színe fekete. Társaival szemben gyakran lenézően, Beryllel szemben pedig pimaszul viselkedik, tudtára adva, hogy ő csak Metaliát hajlandó úrnőjeként elismerni.  Sailor Mercuryt sikerül a befolyása alá vonnia, akiből ennek következtében egy időre Dark Mercury válik. Az előző életéről csupán emlékfoszlányai vannak, a pusztulásért Endymion herceget hibáztatja, akin bosszút akar állni. Amikor megütköznek, Endymion párbajban végez vele. A földi világ helyreállítása után visszakerül társai közé, és immár újra Endymion híve válik belőle, aki szükség esetén megidézheti őket.
A tábornokok és a holdharcosok szerelméről szóló teóriák Sailor Venusszal párosítják.